# Сісеро (Вісконсин)
Сісеро (англ. Cicero) — місто (англ. town) в США, в окрузі Автаґемі штату Вісконсин. Населення — 1008 осіб (2020).

## Демографія
Згідно з переписом 2010 року, у місті мешкали 1103 особи в 408 домогосподарствах у складі 319 родин. Було 422 помешкання
Расовий склад населення:
| - 97,4 % — білих - 0,6 % — корінних американців - 0,2 % — азіатів |

До двох чи більше рас належало 1,1 %. Частка іспаномовних становила 1,0 % від усіх жителів.
За віковим діапазоном населення розподілялося таким чином: 25,1 % — особи молодші 18 років, 62,7 % — особи у віці 18—64 років, 12,2 % — особи у віці 65 років та старші. Медіана віку мешканця становила 41,4 року. На 100 осіб жіночої статі у місті припадало 108,5 чоловіків;  на 100 жінок у віці від 18 років та старших — 107,0 чоловіків також старших 18 років.
Середній дохід на одне домашнє господарство  становив 76 518 доларів США (медіана — 71 667), а середній дохід на одну сім'ю — 83 931 долар (медіана — 81 875). Медіана доходів становила 56 029 доларів для чоловіків та 35 500 доларів для жінок. За межею бідності перебувало 12,4 % осіб, у тому числі 24,4 % дітей у віці до 18 років та 6,5 % осіб у віці 65 років та старших.
Цивільне працевлаштоване населення становило 566 осіб. Основні галузі зайнятості: виробництво — 20,5 %, освіта, охорона здоров'я та соціальна допомога — 15,0 %, роздрібна торгівля — 14,3 %.